# Puliciphora fenestrata
Puliciphora fenestrata är en tvåvingeart som beskrevs av Borgmeier 1960. Puliciphora fenestrata ingår i släktet Puliciphora och familjen puckelflugor. Inga underarter finns listade i Catalogue of Life.